# Micranthocereus violaciflorus
Micranthocereus violaciflorus ist eine Pflanzenart aus der Gattung Micranthocereus in der Familie der Kakteengewächse (Cactaceae). Das Artepitheton violaciflorus leitet sich von den lateinischen Worten violaceus für ‚violett‘ sowie -florus für ‚-blütig‘ ab.

## Beschreibung
Micranthocereus violaciflorus wächst kaum oder nicht verzweigend mit von der feinen Bedornung fast vollständig bedeckten Trieben und erreicht Wuchshöhen von 1 Meter. Die Triebe weisen einen Durchmesser von bis zu 4 Zentimetern auf. Es sind 11 bis 16 scharfkantige Rippen vorhanden. Die ovalen Areolen sind mit weißlichen bis bräunlichen Haaren besetzt. Der einzelne Mitteldorn wird bis 2,5 Zentimeter lang. Die bis zu 25 (oder mehr) weißlichen bis hellbraunen Randdornen sind ausgebreitet oder abstehend und liegen häufig an den Trieben an. Das  Cephalium besteht aus dichter weißer bis brauner Wolle und rötlichen Borsten.
Die röhrenförmigen bläulich violetten Blüten sind bis 2,3 Zentimeter lang. Die urnenförmigen Früchte sind grünlich rot und von 1 bis 1,1 Zentimeter Länge und Durchmesser.

## Systematik, Verbreitung und Gefährdung
Micranthocereus violaciflorus ist im nördlichen Tel des brasilianischen Bundesstaates Minas Gerais verbreitet. Die Erstbeschreibung erfolgte 1969 durch Albert Frederik Hendrik Buining.
Micranthocereus violaciflorus wurde in der Roten Liste gefährdeter Arten der IUCN von 2002 als „Vulnerable (VU)“, d. h. gefährdet, eingestuft. Im Jahr 2013 wird die Art als „Endangered (EN)“, d. h. als stark gefährdet geführt.

## Nachweise